# Mohammadu Maccido
Alhaji Ibrahim Mohammadu Maccido Abubakar (* 20. April 1926 in Dange; † 29. Oktober 2006 bei Abuja) war vom 21. April 1996 bis zu seinem Tod Sultan von Sokoto.
Maccido war der älteste Sohn des siebzehnten Sultans von Sokoto, Siddiq Abu Bakar dan Usuman, der über fünfzig Jahre lang regierte. Als dessen Nachfolger Ibrahim Dasuki vom nigerianischen Militärdiktator Sani Abacha inhaftiert und ausgewiesen wurde, wurde er schließlich neunzehnter Sultan.
Als Sultan von Sokoto galt Maccido als geistlicher Führer der rund 70 Millionen nigerianischen Muslime. Er war zudem nominelles Oberhaupt des Bundesstaates Sokoto und Leiter des Supreme Council for Islamic Affairs. Er starb, wie sein Sohn, der nigerianischer Senator war, und sein Enkel beim Absturz eines Flugzeugs der ADC Airlines nach Sokoto. Sein Nachfolger ist Muhammad Sa'ad Abubakar.